# 米基季夫卡 (特羅斯佳涅茨區)
50°33′30″N 34°53′46″E / 50.55833°N 34.89611°E
米基季夫卡（烏克蘭語：Микитівка）是位於烏克蘭東北部的村莊，由蘇梅州奥赫蒂尔卡区的特羅斯佳內茨市鎮負責管轄。該村處於博羅姆利亞河右岸，距離博羅姆利亞5公里，海拔高度154米，2001年人口313。